# GPR83
GPR83 (англ. G protein-coupled receptor 83) – білок, який кодується однойменним геном, розташованим у людей на короткому плечі 11-ї хромосоми. Довжина поліпептидного ланцюга білка становить 423 амінокислот, а молекулярна маса — 48 339.
| 10         |  | 20         |  | 30         |  | 40         |  | 50         |
| ---------- |  | ---------- |  | ---------- |  | ---------- |  | ---------- |
| MVPHLLLLCL |  | LPLVRATEPH |  | EGRADEQSAE |  | AALAVPNASH |  | FFSWNNYTFS |
| DWQNFVGRRR |  | YGAESQNPTV |  | KALLIVAYSF |  | IIVFSLFGNV |  | LVCHVIFKNQ |
| RMHSATSLFI |  | VNLAVADIMI |  | TLLNTPFTLV |  | RFVNSTWIFG |  | KGMCHVSRFA |
| QYCSLHVSAL |  | TLTAIAVDRH |  | QVIMHPLKPR |  | ISITKGVIYI |  | AVIWTMATFF |
| SLPHAICQKL |  | FTFKYSEDIV |  | RSLCLPDFPE |  | PADLFWKYLD |  | LATFILLYIL |
| PLLIISVAYA |  | RVAKKLWLCN |  | MIGDVTTEQY |  | FALRRKKKKT |  | IKMLMLVVVL |
| FALCWFPLNC |  | YVLLLSSKVI |  | RTNNALYFAF |  | HWFAMSSTCY |  | NPFIYCWLNE |
| NFRIELKALL |  | SMCQRPPKPQ |  | EDRPPSPVPS |  | FRVAWTEKND |  | GQRAPLANNL |
| LPTSQLQSGK |  | TDLSSVEPIV |  | TMS        |  |            |  |            |

A: Аланін

C: Цистеїн

D: Аспарагінова кислота

E: Глутамінова кислота

F: Фенілаланін

G: Гліцин

H: Гістидин

I: Ізолейцин

K: Лізин

L: Лейцин

M: Метіонін

N: Аспарагін

P: Пролін

Q: Глутамін

R: Аргінін

S: Серин

T: Треонін

V: Валін

W: Триптофан

Кодований геном білок за функціями належить до рецепторів, g-білокспряжених рецепторів, білків внутрішньоклітинного сигналінгу. 
Локалізований у клітинній мембрані, мембрані.